# Claude Rilly
Pour les articles homonymes, voir Rilly.
Claude Rilly est un linguiste et égyptologue français né le 4 novembre 1959, spécialiste de la langue méroïtique.

## Biographie
Claude Rilly est titulaire d'une maîtrise en lettres classiques à l'université de Nantes en 1983. Il enseigne les lettres classiques jusqu'en 2002, successivement à Alès, Nîmes, Faulquemont et au Blanc-Mesnil.
Il étudie en parallèle la grammaire égyptienne sous la direction de Bernard Mathieu à l'Institut d'Égyptologie de Montpellier, puis l'égyptien démotique sous la direction de Michel Chauveau et la linguistique africaine sous celle de Bernard Caron, à l'École Pratique des Hautes Études. Il obtient le diplôme de l'EPHE le 8 juin 2001 avec un travail sur le sujet : « Langue et écriture méroïtiques - points acquis, questions ouvertes », sous la direction de Pascal Vernus.
Le 20 décembre 2003, il obtient le diplôme de docteur en égyptologie et linguistique après avoir soutenu une thèse portant sur « Le méroïtique - données lexicales, grammaticales, position linguistique » sous la direction de Pascal Vernus. Cette thèse obtient le prix John Jaffé de la Chancellerie des Universités de Paris en décembre 2004. Il est la même année recruté au CNRS (UMR 8135)
Depuis novembre 2008, il dirige la mission de fouilles française de Sedeinga au Soudan, partenariat entre le ministère des Affaires Étrangères (via Section française de la Direction des Antiquités du Soudan ou SFDAS) et Sorbonne Université. De 2009 à 2014, il dirige la SFDAS à Khartoum.
Depuis le 15 décembre 2018, il est habilité à diriger les recherches en sciences historiques et philologiques après avoir soutenu sur le sujet : « En quête de sens. Vers une traduction des textes méroïtiques » sous la direction de Michel Chauveau.
Claude Rilly est enseignant à l'EPHE dans la section des sciences historiques et philologiques, à la tête de la chaire de langue et civilisation méroïtiques. Il est également membre du CNRS dans l'équipe du laboratoire LLACAN (Langage, Langues et Cultures d’Afrique Noire), UMR 8135.
L'une de ses contributions récentes est la proposition de rattachement du méroïtique à la famille de langues Soudanique oriental nord. 

## Principaux ouvrages publiés
- 2000, Répertoire d'Epigraphie Méroïtique. Corpus des Inscriptions publiées. Vol. I. II. III., avec Jean Leclant, André Heyler, Catherine Berger-El-Naggar, Claude Carrier, éd. de l'Académie des Inscriptions et Belles-Lettres, 2000 (en ligne) ;
- 2007, La langue du Royaume de Méroé, éd. Champion, Collections de l'École Pratique des Hautes Études n° 344 ;
- 2010, Le méroïtique et sa famille linguistique, éd. Peeters, Collection Afrique et Langage n° 14 ;
- 2012, The Meroitic Language and Writing System, avec Alex De Voogt, éd. Cambridge University Press ;
- 2014, Guide illustré à l’usage des visiteurs du Musée de Khartoum, avec Solène Marion de Procé (édition et traduction anglaise) et Abdelrahman El-Siddig (traduction arabe) (en ligne) ;
- 2017, « Histoire du Soudan, des origines à la chute du sultanat Fung », avec Olivier Cabon (éd.) dans Histoire et Civilisations du Soudan, éd. Soleb, Études d’égyptologie 15,  (ISBN 978-2-918157-24-3) ;
- 2021, Histoire et civilisations du Soudan, de la Préhistoire à la conquête de Méhémet Ali, avec Vincent Francigny, Marc Maillot et Olivier Cabon, préface de Nicolas Grimal, éd. Soleb/Bleu Autour (version revue et corrigée du précédent),  (ISBN 978-2-358481-86-1) (en ligne).

## Prix et distinctions
- 2017 : prix de la Fondation Jean et Marie-Françoise Leclant / Académie des Inscriptions et Belles-Lettres pour la direction de la mission archéologique française de Sedeinga.
- 2004 : prix John Jaffé de la Chancellerie des Universités de Paris pour la thèse de doctorat « Le méroïtique - données lexicales, grammaticales, position linguistique » sous la direction du Professeur Pascal Vernus, École Pratique des Hautes Études, IVe section (sciences historiques et philologiques), Paris-Sorbonne.
- 2001 : bourse de la Fondation Michela Schiff-Giorgini pour l’étude des inscriptions méroïtiques du musée National du Soudan à Khartoum.
- 2000 : prix de la Fondation Prince Louis de Polignac en partage avec M. Claude Carrier pour la rédaction du Répertoire d’épigraphie méroïtique.